# Kristi Anseth
Kristi S. Anseth, née en 1968 dans le Minnesota, est une professeure émérite de génie chimique et biologique, professeure agrégée de chirurgie et chercheuse médicale au Howard Hughes Medical Institute à l'université du Colorado à Boulder,. Ses recherches portent sur la conception de biomatériaux synthétiques utilisant des hydrogels, l'ingénierie tissulaire et la médecine régénérative. En 2020, elle reçoit le Prix L'Oréal-Unesco pour les femmes et la science pour sa contribution exceptionnelle à la convergence de l'ingénierie et de la biologie afin de développer des biomatériaux innovants aptes à promouvoir la régénération tissulaire et un ciblage plus efficace des médicaments.

## Biographie

### Enfance et éducation
Kristi Anseth a grandi à Williston, dans le Dakota du Nord. Elle a joué dans les équipes de volleyball et de basket-ball de l'Université du Dakota du Nord-Williston, méritant l'honneur de la Academic All-American lors de sa deuxième année
.
Kristi Anseth entre ensuite à l'université Purdue où elle commence sa carrière de chercheuse en tant qu'étudiante de premier cycle dans le laboratoire de Nicholas A. Peppas. Elle obtient son baccalauréat ès sciences en génie chimique en 1992. Elle soutient sa thèse de doctorat en 1994, sous la direction de Christopher N. Bowman, lui-même ancien étudiant diplômé de Nicholas Peppas, à l'Université du Colorado.

### Carrière
Elle effectue ses recherches post-doctorales avec Robert Langer au Massachusetts Institute of Technology et Thomas Cech. En 1996, elle devient professeur adjoint au département de génie chimique et biologique de l'université du Colorado à Boulder
. Elle dirige actuellement le groupe de recherche Anseth en tant que professeur émérite de génie chimique et biologique Tisone. Elle siège au conseil consultatif du Purdue's College of Engineering.
Anseth travaille à l'intersection de la science des matériaux, de la chimie et de la biologie. Elle étudie des hydrogels naturels et synthétiques et utilise des biomatériaux pour créer une matrice extracellulaire et travailler sur l'enculturation cellulaire tridimensionnelle,.
Anseth développe des photopolymères qui passent de doux à dur en réponse à des signaux tels que la lumière ultraviolette, puis se dégradent de façon prévisible au fil du temps. Ces matériaux pourraient être utilisés pour des réparations orthopédiques, fonctionnant comme un remplacement pour les zones osseuses endommagées, puis remplacés lentement par la repousse de matériaux naturels à mesure que le corps guérit. Son approche pionnière applique la photopolymérisation et la photodégradation pour permettre un contrôle précis dans l'espace et le temps de la structure et de la composition des hydrogels. Cette recherche implique des recherches fondamentales sur la dynamique moléculaire des processus à l'interface cellule-biomatériau.
Anseth travaille également sur l'ingénierie tissulaire des biomatériaux pour le remplacement du cartilage et des valves cardiaques. En combinant des photopolymères et du cartilage cultivé en laboratoire, son laboratoire crée des substituts vivants pour les articulations usées. Le problème est plus difficile que de remplacer l'os car le cartilage des articulations, contrairement à l'os, n'a pas la capacité de repousser,.
En 2015, elle a publié plus de 250 articles et déposé au moins 18 brevets. Elle a été impliquée dans des activités éditoriales de revues, dont Biomacromolecules, Journal of Biomedical Materials Research - Part A, Acta Biomaterialia, Progress in Materials Science, Biotechnology and Bioengineering et Proceedings of the National Academy of Sciences of the United States of America. En septembre 2014, elle est élue vice-présidente de la Materials Research Society (MRS), elle est réélue en 2015 et en devient présidente en 2016.

## Récompenses et honneurs
En 1999, Anseth est nommée comme l'une des 100 meilleurs innovateurs au monde de moins de 35 ans par le MIT Technology Review.
Kristi Anseth a été la première ingénieure, à faire de la recherche au Howard Hughes Medical Institute. À 40 ans, elle était la plus jeune membre à avoir été élue à la Académie nationale d'ingénierie des États-Unis (2009) et à l'Académie nationale de médecine (2009). En 2013, elle a également été élue à l'Académie nationale des sciences. En 2015, elle a également été nommée à la National Academy of Inventors. Elle a été élue à l'Académie américaine des arts et des sciences en 2019.
En 2020, elle reçoit le Prix L'Oréal-Unesco pour les femmes et la science pour sa contribution exceptionnelle à la convergence de l'ingénierie et de la biologie afin de développer des biomatériaux innovants aptes à promouvoir la régénération tissulaire et un ciblage plus efficace des médicaments.
D'autres prix et distinctions comprennent : 
- 2016 : doctorat honorifique du College of Engineering de l'Université Purdue[21]
- 2015 : Bayer Distinguished Lectureship de l'université de Pittsburgh[1]
- 2015 : Prix Bonfils-Stanton, lauréat en sciences et médecine[5]
- 2013 : Prix James E. Bailey de la Society for Biological Engineering[13]
- 2012 : Temple de la renommée des femmes du Colorado[22]
- 2012 : Distinguished Engineering Alumni Award de l'Université Purdue[23]
- 2009 : membre de la Materials Research Society[24]
- 2008 : Prix Clemson pour la recherche fondamentale de la Society for Biomaterials[25]
- 2005 : Elizabeth Gee Award de l'Université du Colorado[26]
- 2004 : Prix Alan T. Waterman de la Fondation nationale pour la science[27]
- 2001 : Prix du jeune chercheur exceptionnel de la Société de recherche sur les matériaux[28]

## Vie privée
Kristi Anseth est marié depuis 2003 à Christopher N. Bowman, également ingénieur en chimie et biologie.